# 伊藤智彥
伊藤智彥（日语：／ Itō Tomohiko，1978年10月20日—），日本男性動畫演出家、動畫導演。出身於愛知縣春日井市。東京商船大學畢業。居住於東京都新宿區。別名。2016年起擔任Aniplex專屬編劇團隊「Script Room」負責人。

## 來歷、人物
伊藤智彥加入MADHOUSE並從製作進行轉向演出。在MADHOUSE期間，他以神樂坂時市的名義參與了多部作品。曾擔任荒木哲郎的《死亡筆記本》的副導演，細田守的《跳躍吧！時空少女》和《夏日大作戰》的副導演，其導演處女作是《世紀末超自然學院》。
2017年，他執導的《劇場版 刀劍神域：序列爭戰》大獲成功，國內票房突破25億日元，這在海外也引起了不尋常的轟動。
他是廣播節目《青春Radimenia》的聽眾，並宣布將在該節目的《世紀末超自然學院》中首次亮相。此外，在2010年10月16日的廣播中，他請求了點播「飛行的類人類」。

## 參加作品

### 電視動畫
2001年
- X（設定製作）

2004年
- MONSTER（分鏡、演出、設定製作）

2005年
- 機獸創世紀（分鏡）※神樂坂時市名義。
- 鬥牌傳說赤木 ～降臨黑暗的天才～（分鏡、演出）
- BLOOD+（分鏡）※神樂坂時市名義。

2006年
- 彩雲國物語（分鏡）
- 死亡筆記本（導演助手、分鏡、演出、編劇、ED2分鏡&演出）

2007年
- 獵魔戰記（分鏡）
- 魔人偵探腦嚙涅羅（導演助手、分鏡、演出）

2008年
- 黑塚 -KUROZUKA-（分鏡、演出）
- 道子與哈金（分鏡、演出）※神樂坂時市名義。
- 女神異聞錄 ～三位一體之魂～（分鏡）※神樂坂時市名義。
- 神薙（分鏡）※神樂坂時市名義。

2009年
- 奇蹟少女KOBATO.（分鏡、演出）
- 星際寶貝 ～惡作劇外星人的大冒險～（第1期OP演出）

2010年
- 空·之·音（分鏡）※神樂坂時市名義。
- 世紀末超自然學院（導演[3]、分鏡、演出、OP分鏡）

2011年
- 碎之星（分鏡、演出）
- 魔法少女小圓（分鏡）
- 我們仍未知道那天所看見的花名。（分鏡、演出）
- 青之驅魔師（分鏡、ED2分鏡&演出）
- HUNTER×HUNTER (2011年版)（ED1分鏡&演出）
- 花牌情緣（分鏡）
- 罪惡王冠（分鏡）
- 明之音。（日语：明坂聡美の「明けテレ」）（演出）

2012年
- 刀劍神域（導演、分鏡、演出、OP分鏡&演出）

2013年
- 銀之匙 Silver Spoon（導演、音響監督、分鏡、演出、OP分鏡&演出）

2014年
- 銀之匙 Silver Spoon (第2期)（音響監督、分鏡）
- 刀劍神域II（導演、編劇、分鏡、演出、OP分鏡&演出）

2015年
- 血界戰線（分鏡）
- GATE 奇幻自衛隊（分鏡）
- 流浪神差 ARAGOTO（分鏡）

2016年
- 只有我不存在的城市（導演、分鏡、演出、OP分鏡&演出）

2017年
- 三月的獅子（分鏡）
- Fate/Apocrypha（OP分鏡&演出）

2018年
- 刀劍神域外傳 Gun Gale Online（ED分鏡&演出）
- 進擊的巨人（分鏡）

2019年
- 傀儡馬戲團（分鏡）

2020年
- 22/7（分鏡）
- 富豪刑事 Balance:UNLIMITED（導演、分鏡、演出、OP分鏡&演出）

2021年
- 86 -不存在的戰區-（分鏡、演出）

2022年
- 東京24區（分鏡）
- Lycoris Recoil 莉可麗絲（分鏡）

2023年
- 槍神Trigun Stampede（分鏡）
- 尼爾：自動人形Ver1.1a（分鏡）
- 天國大魔境（分鏡）
- 無職轉生 ～到了異世界就拿出真本事～（分鏡）
- 我的幸福婚約（分鏡）

### 電影動畫
2002年
- WXIII 機動警察（製作進行）

2006年
- 跳躍吧！時空少女（助理導演）

2007年
- 劇場版 琴之森（演出補佐）

2009年
- 夏日大作戰（助理導演）

2017年
- 劇場版 刀劍神域：序列爭戰（導演、編劇、分鏡）

2019年
- HELLO WORLD（導演、分鏡）

### OVA
2006年
- CLUSTER EDGE Secret Episode（分鏡）※神樂坂時市名義。

### 網路動畫
2019年
- 聖鬥士星矢：黃道十二宮戰士（分鏡）

### 其它
- 《Wonder X》，KADOKAWA〈角川Comics Ace（日语：KADOKAWAの漫画レーベル）〉，已出版2冊（《漫畫Newtype（日语：コミックNewtype）》2022年9月16日[4]—連載中）—負責原作。
  1. 2024年9月10日發行[5][6] ISBN 978-4-04-114983-6
  2. 2024年9月10日發行[5][7] ISBN 978-4-04-114985-0

## 廣播節目
- d動畫商城 presents 「只有我不存在的城市」土屋太鳳×伊藤智彦導演 網路廣播特集！（d動畫商城：2016年1月14日—3月24日）[8]

## 腳註

## 相關項目
- 日本動畫師列表（日语：アニメ関係者一覧）
- 青春Radimenia（日语：青春ラジメニア）（原Radimenian）

## 外部連結
- MADHOUSE：伊藤智彥 （日語）（2012年12月7日的檔案館）
- 伊藤智彥的X（前Twitter） （日語）